# Al Purvis
Allan Ruggles "Al" Purvis  (Trochu, 9 januari 1929 - Brentwood Bay, 13 augustus 2009) was een Canadees ijshockeyer. 
Purvis werd in 1950 het Britse Londen wereldkampioen.
Purvis was met zijn ploeg de Edmonton Mercurys de Canadese vertegenwoordiging tijdens de Olympische Winterspelen 1952 in Oslo, Purvis speelde mee in alle acht de wedstrijden en maakte twee doelpunten. Purvis won met zijn ploeggenoten de gouden medaille.